# Илия Хаджигеоргиев
Илия Хаджигеоргиев Попиванов е български общественик, дарител и търговец.

## Биография
Хаджигеоргиев е роден през 1882 година в драмското село Просечен, което тогава е в Османската империя, в семейството на възрожденския общественик хаджи Георги Попиванов и Ангела Хаджигеоргиева. Учи в родното си село, Сяр и Солун. Установява се в град Драма. Отрано поема от баща си търговията с тютюни.
Той спомага за откриването и оборудването в Драма на българско училище, параклис и гробище. Построява в Просечен българска църква, за която завещава 220 турски лири и облича в еднакви униформи учениците от българския пансион в родното си село. Той е сред основателите на културно-обществената организация Българска матица, за която започва да внася ежемесечно по 200 гроша. Дарява на турската болница в Драма 150 турски лири, огражда я с метална ограда и оборудва напълно 20 легла. Дарява 150 турски лири за музикалното училище на Комитета за единство и прогрес, в който членува от 11 юли 1906 година.
Хаджигеоргиев е трън в очите на гръцката въоръжена пропаганда. По гръцки клевети е арестуван от османските власти. Той претърпява няколко неуспешни опита за покушение. На 12 март 1907 година е нападнат в Драма от двама гръцки терористи, които смъртоносно раняват гавазина му, а него раняват тежко. Хаджигеоргиев е убит на 10 май 1909 година в Ксанти сред бял ден на рибния пазар от четата на андартския капитан Периклис Дракос.
Брат му Иван Хаджигеоргиев (1875 – 1902) също се занимава с обществена дейност.
Илия Хаджигеоргиев е женен за Елисавета (Лиза) Чакмакова (Чикмакова) от Кукуш, завършила Солунската българска девическа гимназия с випуск XVI, 1906 година. Имат едно дете, Георги Хаджигеоргиев.